# Taghazout
Taghazout (in berbero: ⵜⴰⵖⴰⵣⵓⵜ, Taɣazut, in arabo تغازوت‎?) è un villaggio del sud-ovest del Marocco che affaccia sull'Oceano Atlantico e dista 16 km a nord di Agadir.
Divenne famosa, alla fine degli anni sessanta, grazie a tutti coloro che partirono in quel periodo all'esplorazione della parte meridionale del Marocco.
La maggior parte degli abitanti sono berberi. La pesca, il turismo e la produzione dell'olio di Argan sono le principali fonti di guadagno.
La maggior parte degli introiti turistici viene dai surfisti provenienti da tutto il mondo, che ogni anno si radunano in questa baia: come a Calangute in India o a Kuta in Indonesia, la spiaggia che sorge appena a sud del villaggio è rinomata per la sabbia finissima e per le onde lunghe.
Oggi, grazie allo sviluppo turistico e alle bellezze naturali della zona, si pratica il Golf, il Trekking e altro ancora. Taghazout sta diventando uno dei poli turistici più famosi del Marocco coniugando il fascino delle tradizioni locali alle più moderne strutture ricettive turistiche.